# スカイレール (オーストラリア)

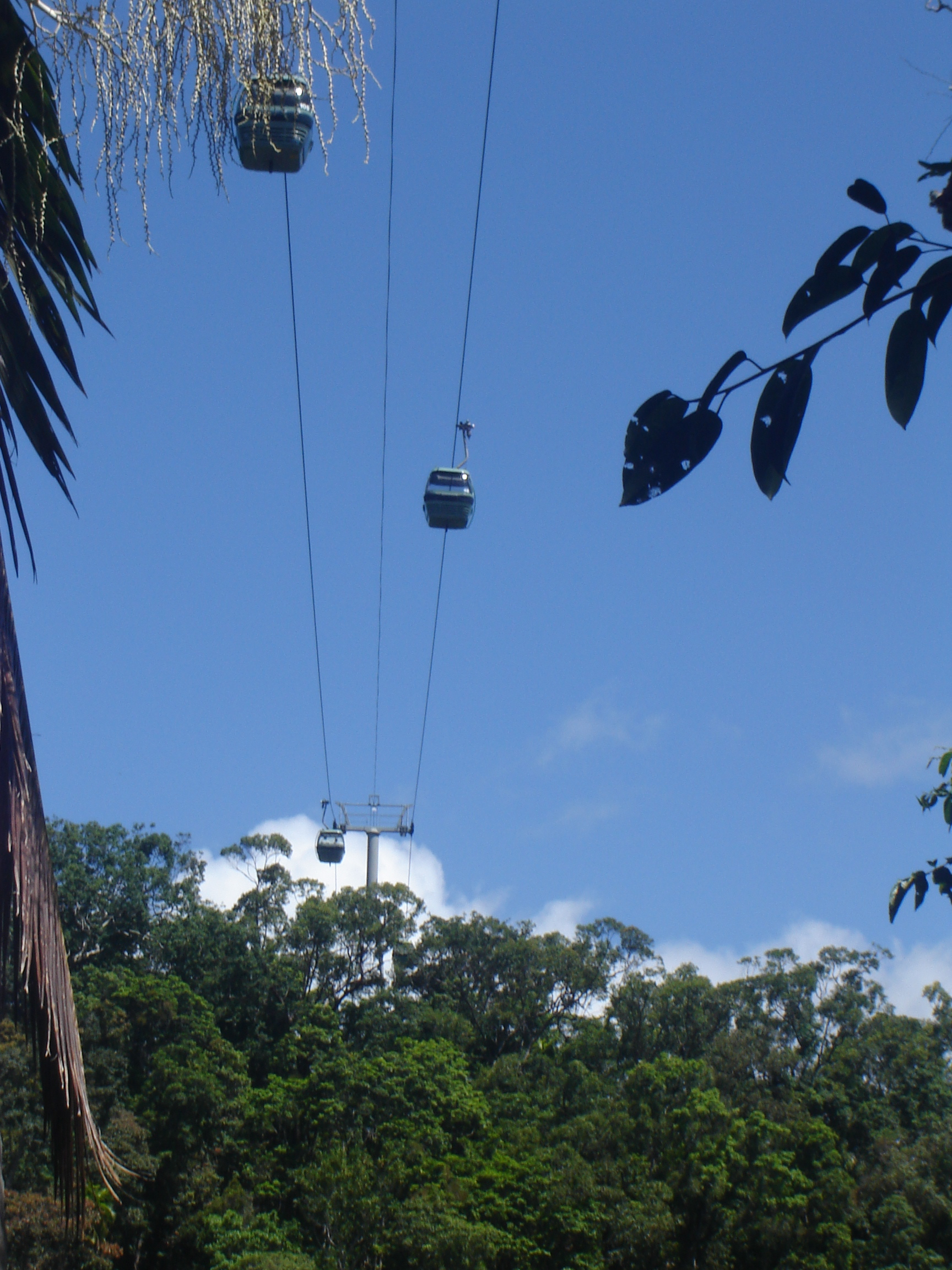
スカイレール

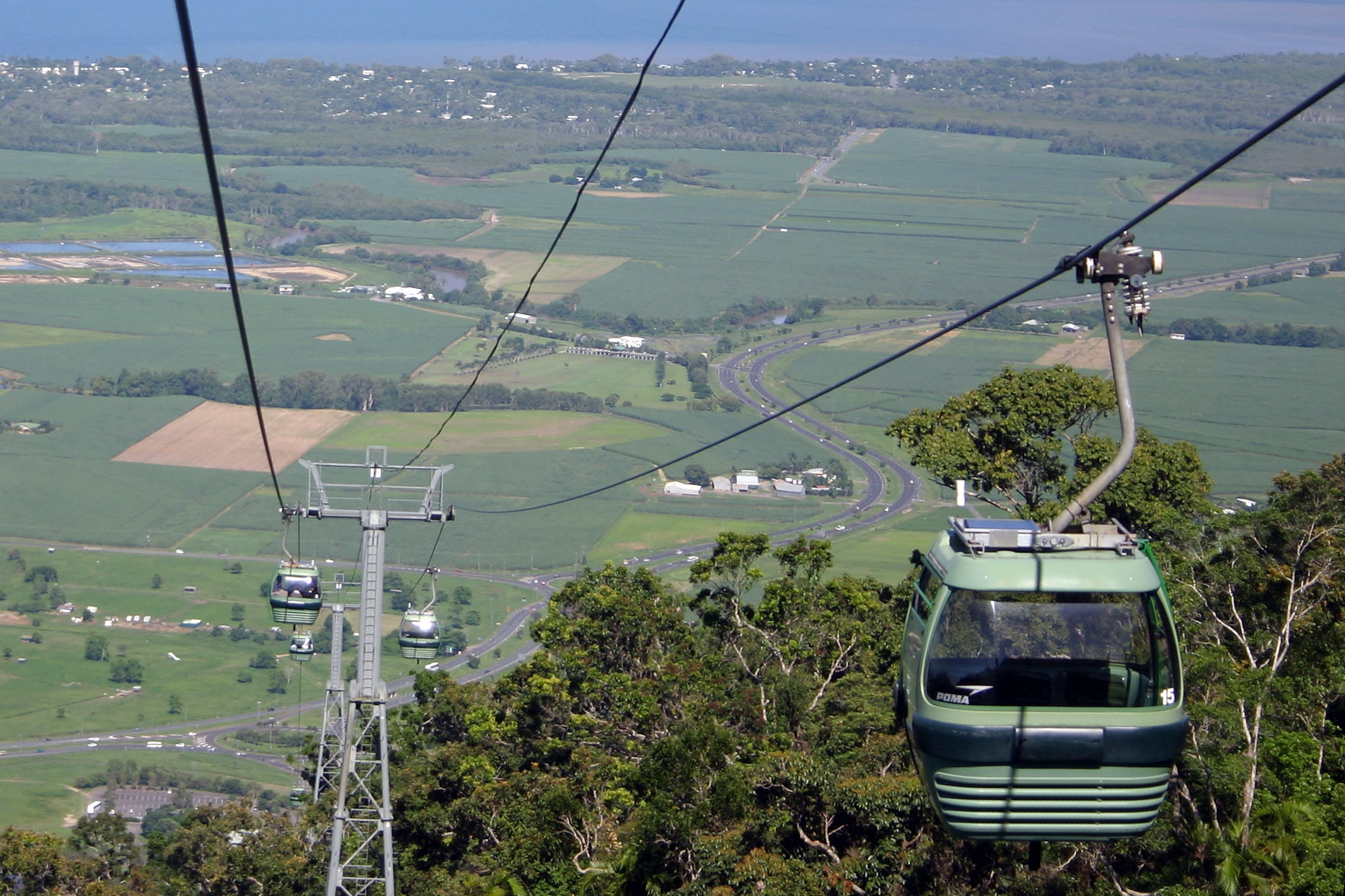
上部から

スカイレール (Skyrail Rainforest Cableway) は、オーストラリアのクイーンズランド州ケアンズにある観光用索道（ロープウェイ）である。

## 概要
世界遺産にも登録されている熱帯雨林（クイーンズランドの湿潤熱帯地域）の上を通過し、スミスフィールド駅（旧：カラボニカ・レイク駅） - キュランダ駅間を約35分で結ぶ。総延長距離は7.5kmであり、1995年の開通当時は索道として世界最長であった。キュランダ高原列車と共に、ケアンズ方面からキュランダまでのメインアクセスとなっている。
世界遺産の環境に影響を与えない配慮として、ロープウェイを支える36基の鉄塔は完成品をヘリコプターで運んで設置する方法が取られ、およそ1年を費やして完成した。

## 停車駅
スミスフィールド駅 - レッドピーク駅 - バロンフォールズ駅 - キュランダ駅

## データ
- 全長7.5km。
- 6人乗りのゴンドラが114基使用されている。
- 最高速度は秒速5m（時速18km）だが、通常は乗客が景色を長く楽しめるように遅く運転されている。
- 最高地点はレッドピーク駅で海抜545m。最低地点はスミスフィールド駅の海抜5m。山頂のキュランダ駅は海抜336mである。
- 一番高い鉄塔は「タワー6」（スミスフィールド駅から6番目の鉄塔）で40.5m。